# Драган Жарковић
Драган Жарковић (Београд, 16. априла 1986) српски је фудбалер. Тренутно наступа за ОФК Бачку из Бачке Паланке. Висок је 189 центиметара, а игра у одбрани.